# عدنان كوفاتشيفيتش
عدنان كوفاتشيفيتش هو لاعب كرة قدم بوسني في مركز قلب الدفاع، ولد في 9 سبتمبر 1993 في Kotor Varoš ‏ في البوسنة والهرسك. لعب مع كورونا كييلتسى.

## وصلات خارجية
- عدنان كوفاتشيفيتش على موقع الاتحاد الأوربي (الإنجليزية)
- عدنان كوفاتشيفيتش على موقع إي إس بي إن إف سي (الإنجليزية)
- عدنان كوفاتشيفيتش على موقع قاعدة بيانات كرة القدم.إي يو (الإنجليزية)
- عدنان كوفاتشيفيتش على موقع ناشيونال فوتبول تيمز (الإنجليزية)
- عدنان كوفاتشيفيتش على موقع Soccerway.com (الإنجليزية)

{{شريط تصفح تشكيلة فريق كرة قدم
|الاسم=
|اسم الفريق= نادي فيرينتسفاروشي
|القائمة=
- 1 فارغا
- 3 Stefan Gartenmann [الإنجليزية]‏
- 5 كيتا
- 7 أرزاني
- 8 بيشيتش
- 10 ليفي

{{لاعب تشكيلة فريق كرة قدم|الرقم=15|الاسم=فاني
- 16 Kristoffer Zachariassen [الإنجليزية]‏

{{لاعب تشكيلة فريق كرة قدم|الرقم=19|الاسم=فارغا
- 20 تراوري
- 22 Gábor Szalai [الإنجليزية]‏
- 23 Bence Ötvös [الإنجليزية]‏
- 24 كيهيندي
- 25 ماكريكيس
- 27 سيسيه
- 28 Toon Raemaekers [الإنجليزية]‏
- 29 سيتشي
- 30 Zsombor Gruber [الإنجليزية]‏
- 32 Aleksandar Ćirković [الإنجليزية]‏
- 33 كادو
- 44 Aaneba
- 47 أودودا
- 54 Kaján
- 63 Radnóti

{{لاعب تشكيلة فريق كرة قدم|الرقم=64|الاسم=Alex Tóth ‏
- 66 روماو
- 72 Madarász
- 75 جوزيف
- 77 B. Nagy
- 80 مايجا
- 88 رومينس
- 89 Dávid Gróf [الإنجليزية]‏
- 90 ديبوس ()
- Gabi Kanichowsky [الإنجليزية]‏
- Henrique
- Ibrahim
- مدرب: كين